# Antena de Oro 2008
La XXXVI gala d'entrega dels premis Antena de Oro 2008 es va celebrar el 13 de setembre de 2008 a Aranjuez (Madrid).

## Televisió
- Roberto Arce, presentador d'Antena 3 Noticias 1.
- José Antonio Maldonado, cap d'Informació Meteorològica de TVE.
- Gonzalo Miró, comentarista de Las mañanas de Cuatro.
- Martina Klein, ambaixadora de la moda en la televisió.

## Ràdio
- Gemma Nierga i Barris, directora i presentadora de La Ventana de La SER.
- Alfonso Coronel de Palma, president de la Cadena COPE.
- José Antonio Naranjo, productor i comentarista d' Herrera en la Onda d'Onda Cero.
- Fernando Argenta, director i presentador de 'Clásicos Populares' de RNE.
- José Antonio Piñero, dels Sereis Informatius de cap de setmana de Punto Radio.
- Antonio Jiménez, director i presentador d' El gato al agua d'Intereconomía.

## Altres
- Política: María Dolores de Cospedal, Guillermo Fernández Vara
- Cinema: Antonio del Real
- Teatre: Arturo Fernández
- Premsa: Francisco Marhuenda García (Director de La Razón)
- Economia: Pilar García de la Granja
- Publicitat: Publipunto Inter-Shopping
- Música: Inma Shara
- Esports: Alejandro Blanco Bravo
- Humor: Pepe Ruiz i Marisa Porcel (La familia Mata, d'Antena 3).
- Empreses: Legalitas i Viajes "El Corte Inglés"
- Extraordinari: Luis María Anson Oliart (Director d'El Imparcial)
- Toros: Enrique Ponce.